# Енглвуд (Флорида)
Енглвуд (англ. Englewood) — переписна місцевість (CDP) в США, в округах Сарасота і Шарлотт штату Флорида. Населення — 20 800 осіб (2020).

## Географія
Енглвуд розташований за координатами 26°57′39″ пн. ш. 82°21′15″ зх. д. / 26.96083° пн. ш. 82.35417° зх. д. (26.960709, -82.354066).  За даними Бюро перепису населення США в 2010 році переписна місцевість мала площу 33,81 км², з яких 25,36 км² — суходіл та 8,45 км² — водойми.

## Демографія
Згідно з переписом 2010 року, у переписній місцевості мешкали 14 863 особи в 7823 домогосподарствах у складі 4577 родин. Густота населення становила 440 осіб/км².  Було 10942 помешкання (324/км²).
Расовий склад населення:
| - 97,1 % — білих - 0,7 % — азіатів - 0,3 % — чорних або афроамериканців - 0,2 % — корінних американців |

До двох чи більше рас належало 1,0 %. Частка іспаномовних становила 2,5 % від усіх жителів.
За віковим діапазоном населення розподілялося таким чином: 8,5 % — особи молодші 18 років, 44,2 % — особи у віці 18—64 років, 47,3 % — особи у віці 65 років та старші. Медіана віку мешканця становила 63,6 року. На 100 осіб жіночої статі у переписній місцевості припадало 90,9 чоловіків;  на 100 жінок у віці від 18 років та старших — 90,7 чоловіків також старших 18 років.
Середній дохід на одне домашнє господарство  становив 56 175 доларів США (медіана — 42 500), а середній дохід на одну сім'ю — 69 927 доларів (медіана — 55 411). Медіана доходів становила 35 647 доларів для чоловіків та 35 543 долари для жінок. За межею бідності перебувало 10,5 % осіб, у тому числі 16,1 % дітей у віці до 18 років та 6,7 % осіб у віці 65 років та старших.
Цивільне працевлаштоване населення становило 4169 осіб. Основні галузі зайнятості: освіта, охорона здоров'я та соціальна допомога — 20,8 %, мистецтво, розваги та відпочинок — 13,7 %, роздрібна торгівля — 12,9 %.